# Noues de Sienne
Noues de Sienne est une commune nouvelle française située dans le département du Calvados en région Normandie, peuplée de 4 236 habitants.
Elle est créée le 1er janvier 2017 par la fusion de dix communes, sous le régime juridique des communes nouvelles. Les communes de Champ-du-Boult, Le Gast, Courson, Fontenermont, Mesnil-Clinchamps, Le Mesnil-Caussois, Le Mesnil-Benoist, Saint-Manvieu-Bocage, Saint-Sever-Calvados et Sept-Frères deviennent des communes déléguées.

## Géographie

### Localisation
La commune est située à l'extrême sud-ouest du Calvados, au sein de la région Normandie.

### Communes limitrophes
| Beslon Montbray Manche | Morigny Manche Landelles-et-Coupigny                   | Le Mesnil-Robert |
| Saint-Aubin-des-Bois   | Noues de Sienne                                        | Vire Normandie   |
| Boisyvon Manche        | Saint-Michel-de-Montjoie Coulouvray-Boisbenâtre Manche | Gathemo Manche   |

### Hydrographie
La commune est située dans le bassin Seine-Normandie. Elle est drainée par la Sienne, la Dathée, la Brévogne, la Drome, la Cunes, la Sénène, le Glanon, le cours d'eau 08 de la Cour, le fossé 04 de la commune de Courson, la Dathée, le ruisseau Barbot et divers petits cours d'eau,.
La Sienne, d'une longueur de 93 km, prend sa source dans la commune  et se jette  dans le golfe de Saint-Malo en limite d'Agon-Coutainville et de Regnéville-sur-Mer, après avoir traversé 21 communes. Les caractéristiques hydrologiques de la Sienne sont données par la station hydrologique située sur la commune. Le débit moyen mensuel est de 0,082 m3/s. Le débit moyen journalier maximum est de 0,687 m3/s, atteint lors de la crue du 14 février 2007. Le débit instantané maximal est quant à lui de 1,82 m3/s, atteint le 24 octobre 1998.
La Dathée, d'une longueur de 15 km, prend sa source dans la commune de Gathemo et se jette  dans la Virène à Vire Normandie, après avoir traversé quatre communes. Les caractéristiques hydrologiques de la Dathée sont données par la station hydrologique située sur la commune. Le débit moyen mensuel est de 0,497 m3/s. Le débit moyen journalier maximum est de 8,82 m3/s, atteint lors de la crue du 25 janvier 1995. Le débit instantané maximal est quant à lui de 12 m3/s, atteint le même jour.
La Brévogne, d'une longueur de 17 km, prend sa source dans la commune  et se jette  dans la Vire à Vire Normandie, après avoir traversé deux communes. 
La Drôme, d'une longueur de 17 km, prend sa source dans la commune de Beslon et se jette  dans la Vire à Tessy-Bocage, après avoir traversé huit communes. 
La Cunes, d'une longueur de 12 km, prend sa source dans la commune  et se jette  dans la Drôme à Landelles-et-Coupigny, après avoir traversé quatre communes. 
La Sénène, d'une longueur de 14 km, prend sa source dans la commune  et se jette  dans la Sienne à Beslon, après avoir traversé trois communes. 
Le Glanon, d'une longueur de 12 km, prend sa source dans la commune  et se jette  dans la Sée à Cuves, après avoir traversé six communes. 

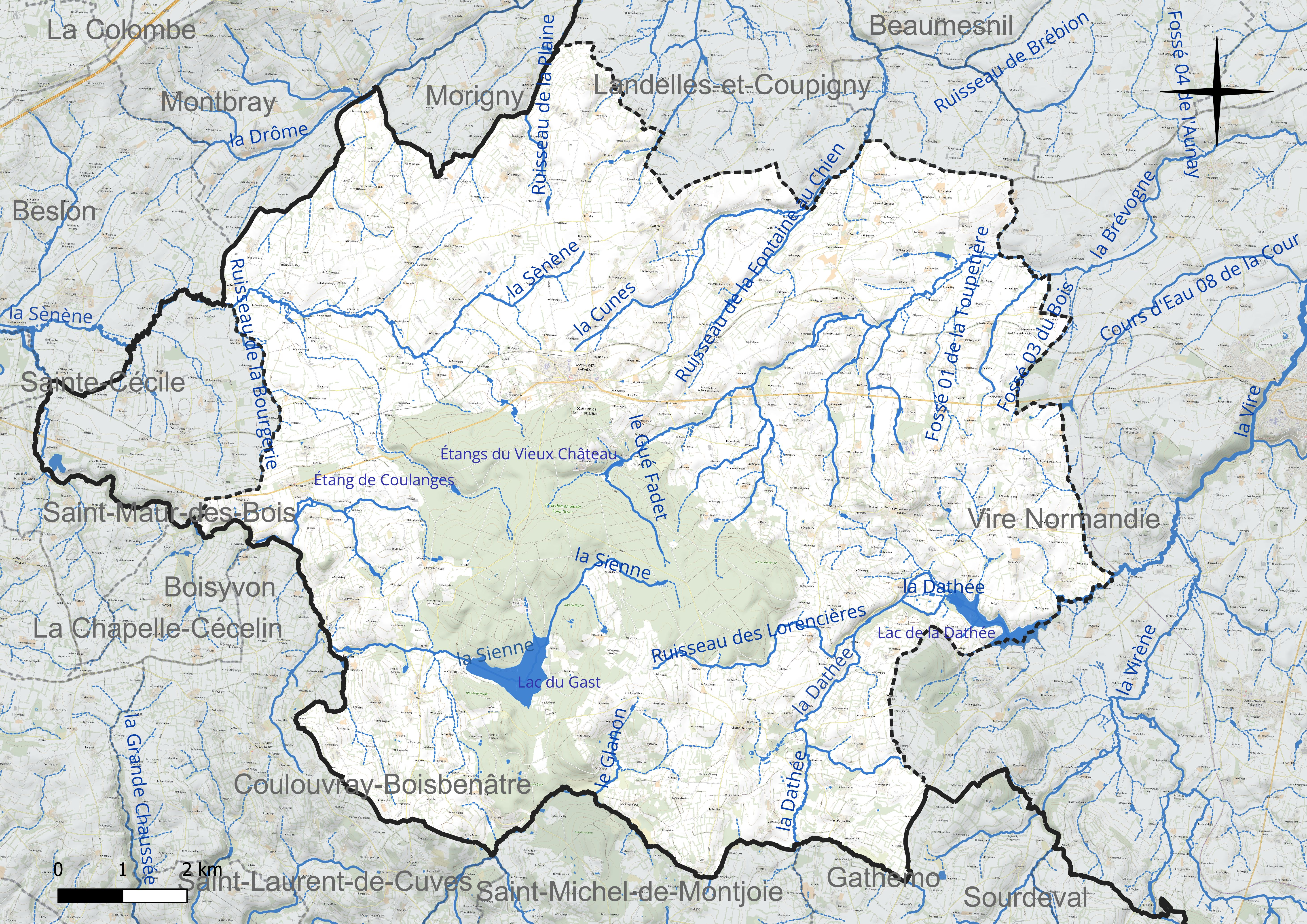
Réseau hydrographique de Noues de Sienne.

Cinq plans d'eau complètent le réseau hydrographique : le lac de la Dathée, d'une superficie totale de 40,6 ha (32,2 ha sur la commune), le lac du Gast (57,6 ha), les étangs du Vieux Château (2 ha), l'étang de Coulanges (0,8 ha) et l'étang des Lorencières (0,3 ha),.

### Climat
Pour des articles plus généraux, voir Climat de la Normandie et Climat du Calvados.
En 2010, le climat de la commune est de type climat océanique franc, selon une étude du Centre national de la recherche scientifique s'appuyant sur une série de données couvrant la période 1971-2000. En 2020, Météo-France publie une typologie des climats de la France métropolitaine dans laquelle la commune est exposée à un climat océanique et est dans la région climatique Normandie (Cotentin, Orne), caractérisée par une pluviométrie relativement élevée (850 mm/a) et un été frais (15,5 °C) et venté.
Pour la période 1971-2000, la température annuelle moyenne est de 10,3 °C, avec une amplitude thermique annuelle de 12,6 °C. Le cumul annuel moyen de précipitations est de 1 094 mm, avec 14,8 jours de précipitations en janvier et 9,3 jours en juillet. Pour la période 1991-2020, la température moyenne annuelle observée sur la station météorologique installée sur la commune est de 10,7 °C et le cumul annuel moyen de précipitations est de 1 270,5 mm,. Pour l'avenir, les paramètres climatiques de la commune estimés pour 2050 selon différents scénarios d'émission de gaz à effet de serre sont consultables sur un site dédié publié par Météo-France en novembre 2022.
| Mois                                  | jan.             | fév.         | mars          | avril         | mai            | juin         | jui.          | août          | sep.          | oct.          | nov.          | déc.          | année      |
| ------------------------------------- | ---------------- | ------------ | ------------- | ------------- | -------------- | ------------ | ------------- | ------------- | ------------- | ------------- | ------------- | ------------- | ---------- |
| Température minimale moyenne (°C)     | 2,2              | 2,3          | 3,8           | 5,7           | 8,7            | 11,3         | 12,9          | 13,2          | 11,3          | 8,8           | 5,4           | 2,9           | 7,4        |
| Température moyenne (°C)              | 4,4              | 4,9          | 7             | 9,6           | 12,6           | 15,4         | 17,2          | 17,2          | 15,2          | 11,7          | 7,8           | 5,2           | 10,7       |
| Température maximale moyenne (°C)     | 6,6              | 7,5          | 10,1          | 13,5          | 16,5           | 19,5         | 21,5          | 21,3          | 19,1          | 14,7          | 10,2          | 7,5           | 14         |
| Record de froid (°C) date du record   | −13,6 02.01.1997 | −10 28.02.18 | −6,6 01.03.18 | −2,4 01.04.13 | 0,2 07.05.1997 | 4,6 04.06.01 | 6,5 12.07.00  | 7,3 30.08.10  | 3,7 26.09.10  | −3 24.10.03   | −6,6 29.11.10 | −7,5 02.12.10 | −13,6 1997 |
| Record de chaleur (°C) date du record | 14,3 01.01.22    | 20 27.02.19  | 22,3 30.03.21 | 25,7 20.04.18 | 27,6 24.05.10  | 34 29.06.19  | 37,4 18.07.22 | 35,3 10.08.03 | 30,6 09.09.23 | 26,4 02.10.23 | 20,5 01.11.15 | 15,2 31.12.22 | 37,4 2022  |
| Précipitations (mm)                   | 127              | 104,1        | 95            | 80,9          | 85,8           | 71,7         | 83            | 93,8          | 88,3          | 136           | 136,4         | 168,5         | 1 270,5    |

| Diagramme climatique                                  |             |           |             |             |              |            |              |              |            |              |             |
| J                                                     | F           | M         | A           | M           | J            | J          | A            | S            | O          | N            | D           |
| 6,62,2127                                             | 7,52,3104,1 | 10,13,895 | 13,55,780,9 | 16,58,785,8 | 19,511,371,7 | 21,512,983 | 21,313,293,8 | 19,111,388,3 | 14,78,8136 | 10,25,4136,4 | 7,52,9168,5 |
| Moyennes : • Temp. maxi et mini °C • Précipitation mm |             |           |             |             |              |            |              |              |            |              |             |

## Urbanisme

### Typologie
Au 1er janvier 2024, Noues de Sienne est catégorisée commune rurale à habitat dispersé, selon la nouvelle grille communale de densité à 7 niveaux définie par l'Insee en 2022.
Elle est située hors unité urbaine. Par ailleurs la commune fait partie de l'aire d'attraction de Vire Normandie, dont elle est une commune de la couronne,. Cette aire, qui regroupe 20 communes, est catégorisée dans les aires de moins de 50 000 habitants,.

## Toponymie
Le nom de la commune nouvelle fait référence aux noues que l'on trouve également sous la forme noë par ailleurs. Ce terme d'ancien français est issu du gallo-roman *NAUDA « marécage » (attesté en latin médiéval nauda), d'origine gauloise. Il désigne des « petites zones marécageuses dans une zone qui touche à la fois les trois communes Saint-Sever-Calvados, Le Gast et Champ-du-Boult » et à la Sienne qui prend sa source sur le territoire.
Le gentilé est Noues de Siennois
.

## Histoire
La commune est créée le 1er janvier 2017 par un arrêté préfectoral du 6 décembre 2016, par la fusion de dix communes, sous le régime juridique des communes nouvelles instauré par la loi no 2010-1563 du 16 décembre 2010 de réforme des collectivités territoriales.
Saint-Sever-Calvados est le chef-lieu de la commune nouvelle.

## Politique et administration

### Composition
| Nom                          | Code Insee | Intercommunalité     | Superficie (km2) | Population (dernière pop. légale) | Densité (hab./km2) |
| ---------------------------- | ---------- | -------------------- | ---------------- | --------------------------------- | ------------------ |
| Saint-Sever-Calvados (siège) | 14658      | CC Intercom Séverine | 27,92            | 1 236 (2021)                      | 44                 |
| Champ-du-Boult               | 14151      | CC Intercom Séverine | 13,85            | 369 (2021)                        | 27                 |
| Le Gast                      | 14296      | CC Intercom Séverine | 12,74            | 166 (2021)                        | 13                 |
| Courson                      | 14192      | CC Intercom Séverine | 16,70            | 387 (2021)                        | 23                 |
| Fontenermont                 | 14279      | CC Intercom Séverine | 2,79             | 146 (2021)                        | 52                 |
| Mesnil-Clinchamps            | 14417      | CC Intercom Séverine | 15,33            | 925 (2021)                        | 60                 |
| Le Mesnil-Caussois           | 14416      | CC Intercom Séverine | 4,22             | 114 (2021)                        | 27                 |
| Le Mesnil-Benoist            | 14415      | CC Intercom Séverine | 2,62             | 49 (2021)                         | 19                 |
| Saint-Manvieu-Bocage         | 14611      | CC Intercom Séverine | 11,78            | 544 (2021)                        | 46                 |
| Sept-Frères                  | 14671      | CC Intercom Séverine | 9,63             | 359 (2021)                        | 37                 |

### Liste des maires
| Période      | Période  | Identité        | Étiquette | Qualité                                                               |
| ------------ | -------- | --------------- | --------- | --------------------------------------------------------------------- |
| janvier 2017 | En cours | Georges Ravenel | SE        | Maire délégué de Saint-Manvieu-Bocage, directeur de cabinet comptable |

## Population et société

### Démographie
L'évolution du nombre d'habitants est connue à travers les recensements de la population effectués dans la commune depuis sa création.
En 2022, la commune comptait 4 236 habitants, en évolution de −4,94 % par rapport à 2016 (Calvados : +1,58 %, France hors Mayotte : +2,11 %).
| 2015  | 2020  | 2022  |
| ----- | ----- | ----- |
| 4 465 | 4 326 | 4 236 |

## Économie
Il convient de se reporter aux articles consacrés aux anciennes communes fusionnées.

## Culture locale et patrimoine

### Lieux et monuments
- Église Notre-Dame de Courson.
- Église Saint-Pierre du Mesnil-Caussois.
- Église Saint-Martin de Mesnil-Clinchamps.
- Gare de Mesnil-Clinchamps.
- Église Saint-Pierre de Saint-Manvieu-Bocage.
- Abbaye Notre-Dame de Saint-Sever-Calvados.

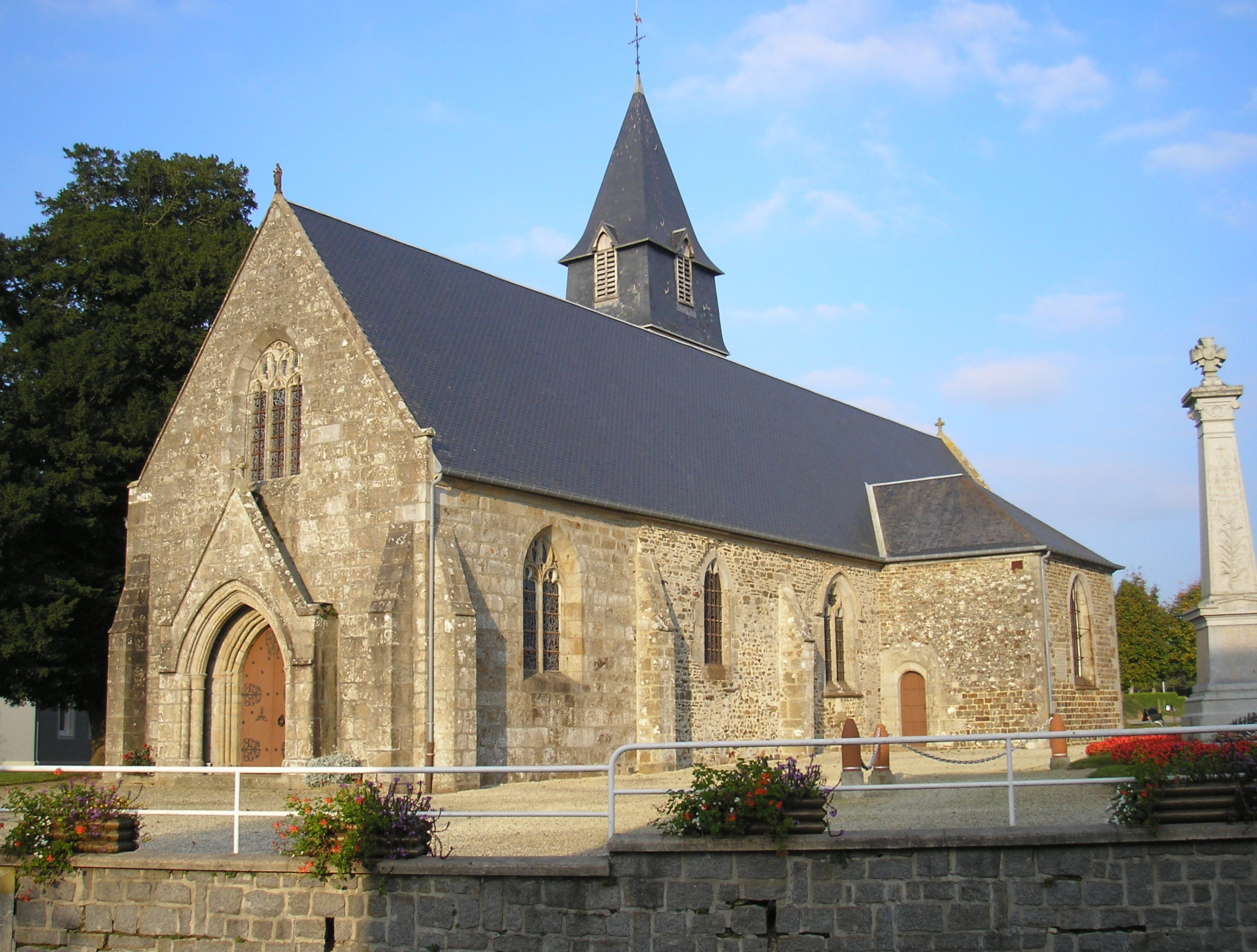
L'église Notre-Dame de Courson.
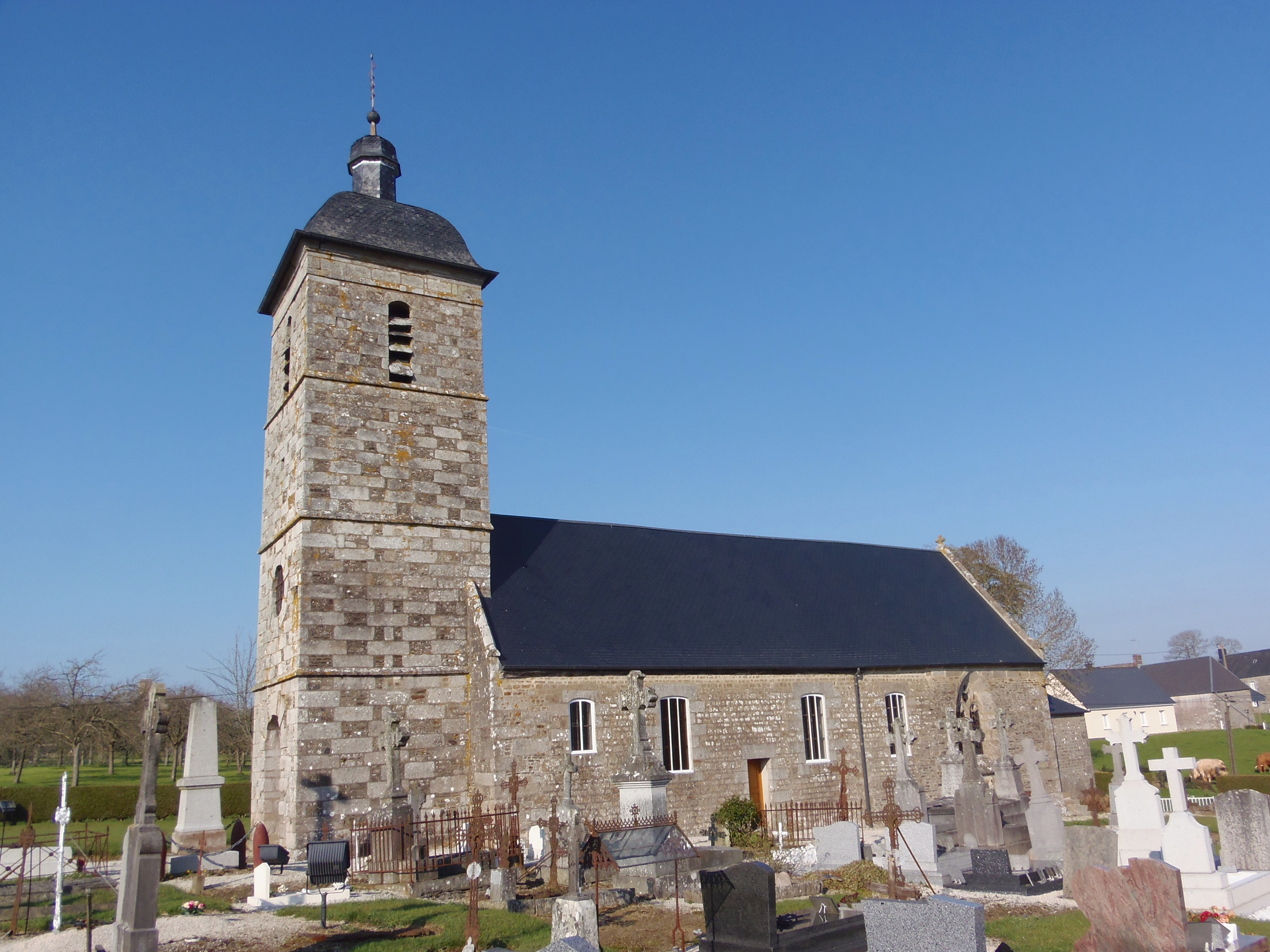
L'église Saint-Pierre du Mesnil-Caussois.
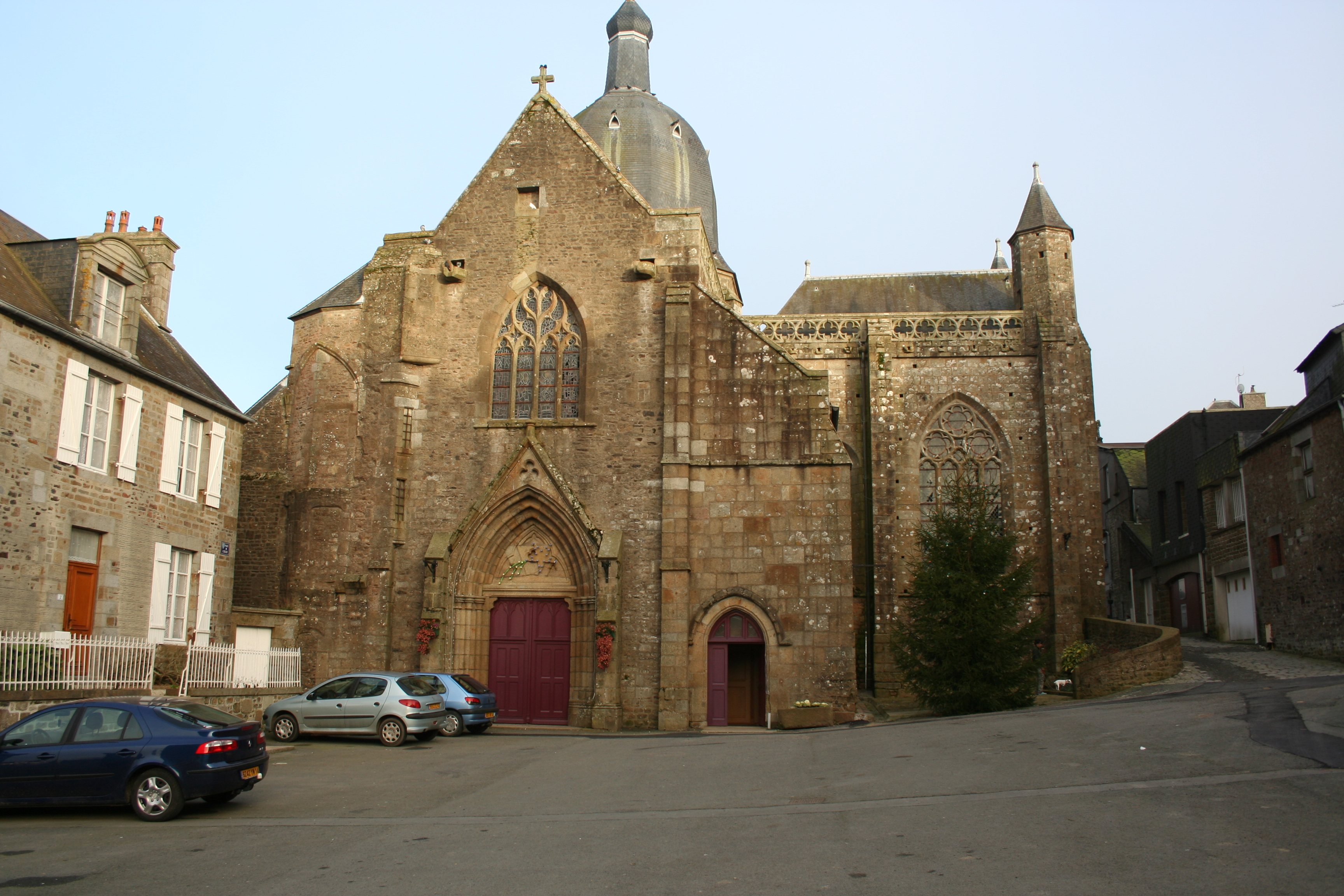
L'église abbatiale de Saint-Sever-Calvados.
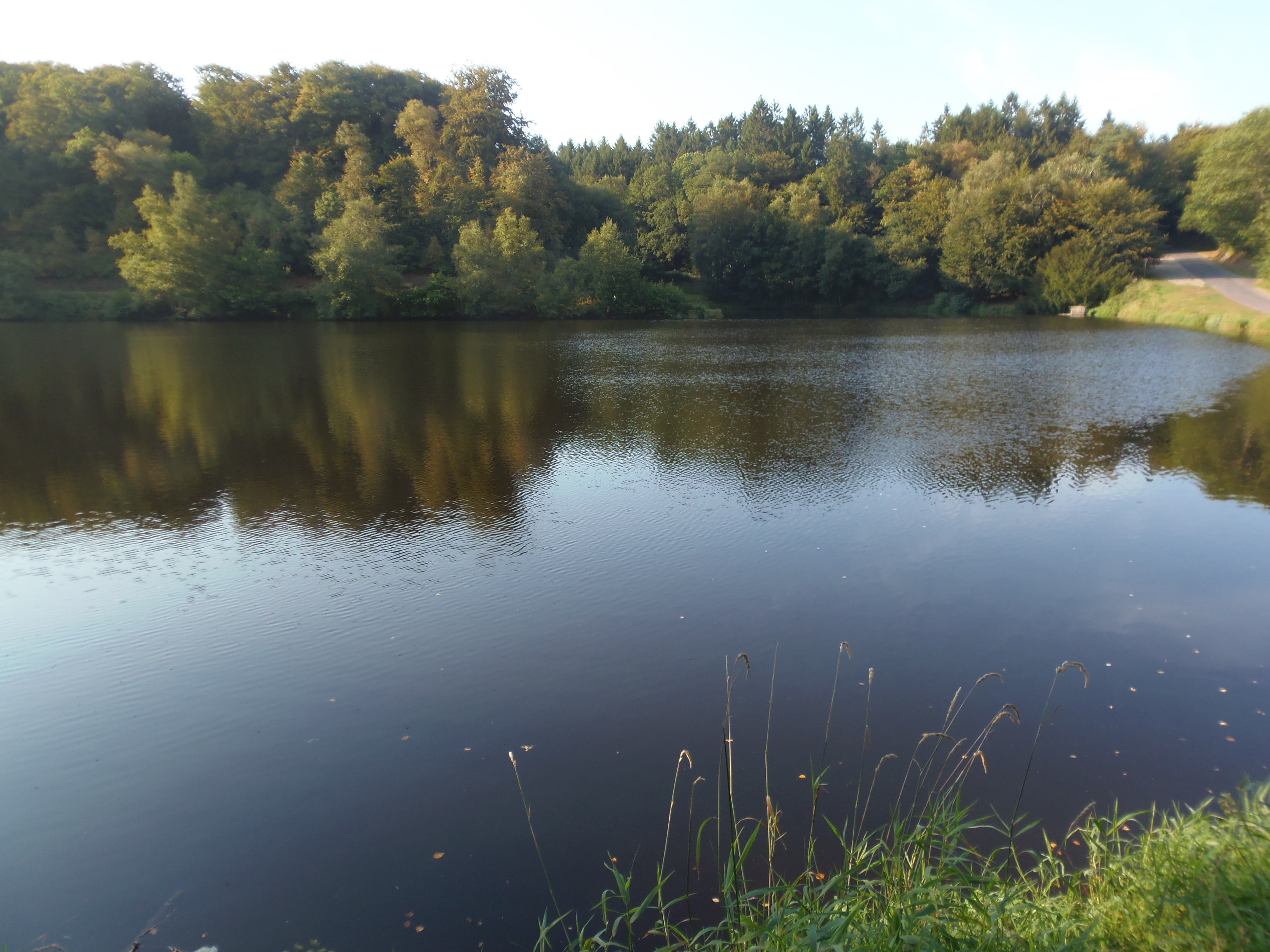
L'étang du Vieux-Château.
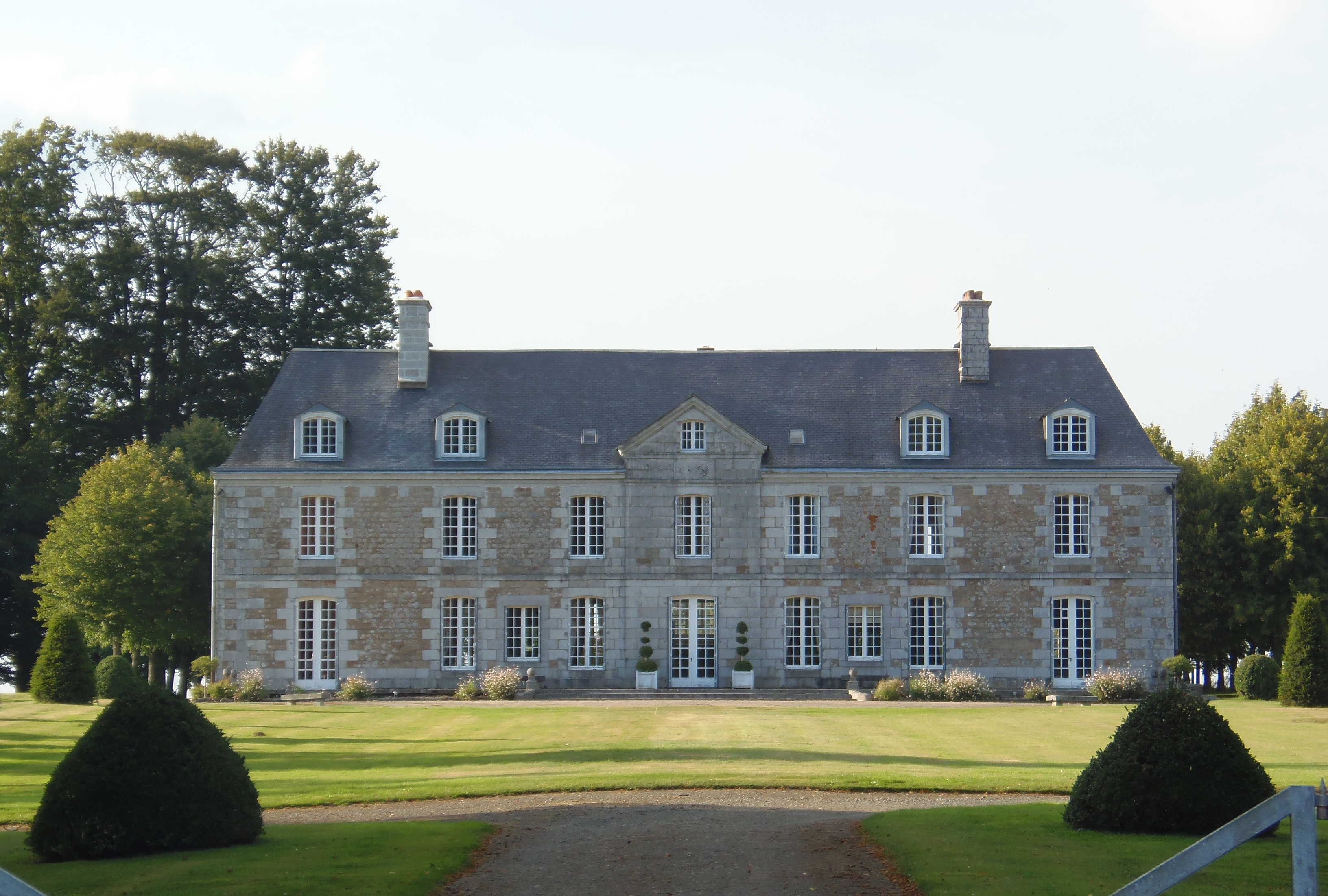
Le château de la Braiserie.
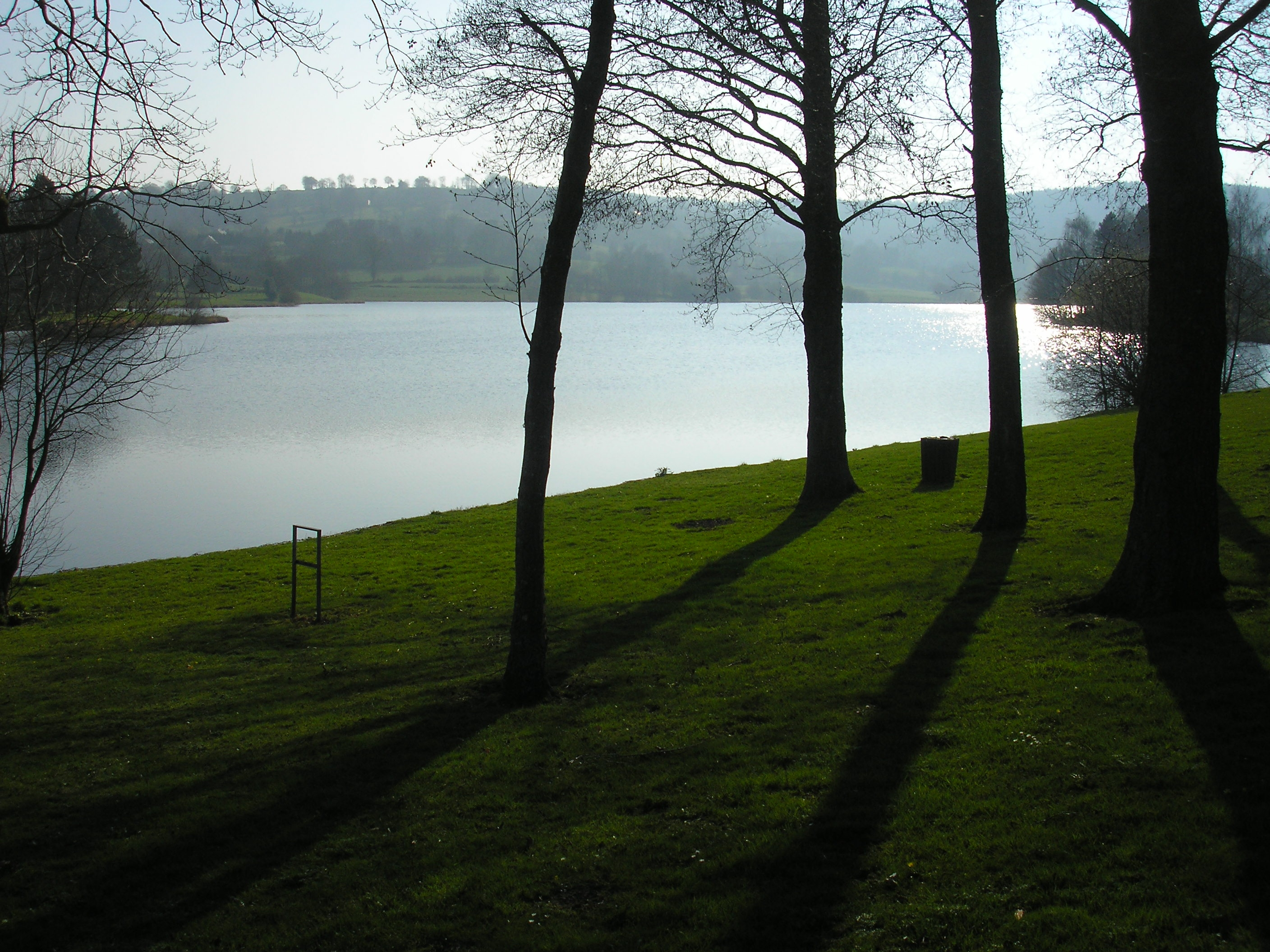
Le lac de la Dathée.
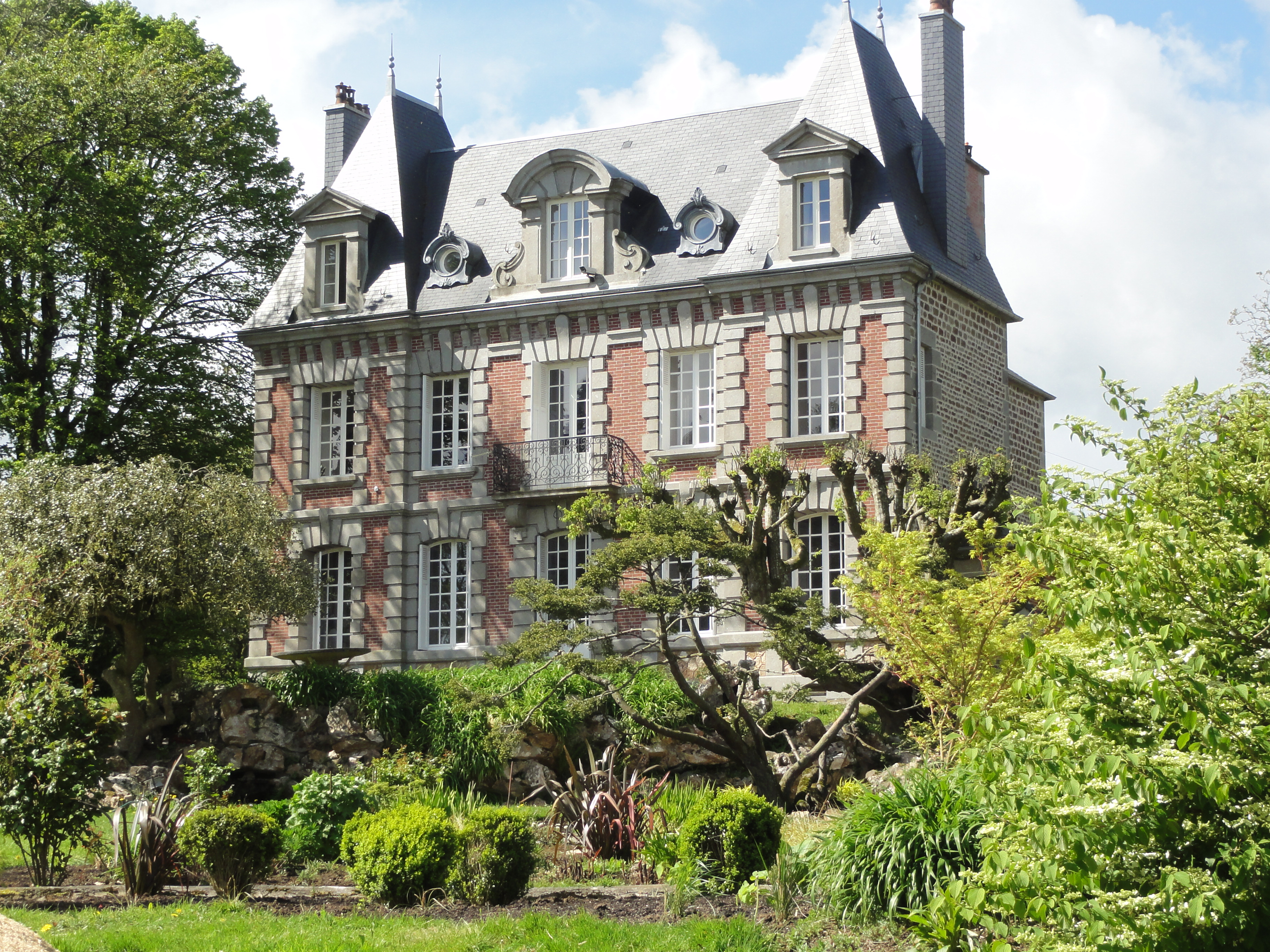
Le château Chenel.

### Personnalités liées à la commune
Il convient de se reporter aux articles consacrés aux anciennes communes fusionnées.